# الدوري الإيطالي 1976–77
الدوري الإيطالي الدرجة الأولى 1976–77 (بالإيطالية: Serie A 1976-1977)‏ هو موسم من الدوري الإيطالي الدرجة الأولى. أقيم خلال الفترة 3 أكتوبر 1976 وحتى 22 مايو 1977، وفاز فيه يوفنتوس.